# Altheim, Biberach
Altheim là một đô thị ở huyện Biberach, Baden-Württemberg, thuộc nước Đức. Đô thị này có diện tích 23,73 km², dân số thời điểm 31 tháng 12 năm 2020 là 2097 người. Đô thị này tọa lạc giữa Schemmerhofen và Ingerkingen. Mỗi năm ở đây đều có tiệc mùa xuân tổ chức bởi MVA.

## Người dân nổi bật
- Franz Altheim (1898-1976), nhà lịch sử